# Argia sordida
Argia sordida är en trollsländeart som beskrevs av Hagen in Selys 1865. Argia sordida ingår i släktet Argia och familjen dammflicksländor. Inga underarter finns listade i Catalogue of Life.